# Bannock (Ohio)
Bannock – jednostka osadnicza w Stanach Zjednoczonych, w stanie Ohio, w hrabstwie Belmont.